# Туркестанский углозуб
Туркестанский углозуб (лат. Hynobius turkestanicus) — хвостатое земноводное из семейства углозубов (Hynobiidae). В начале XX века было обнаружено четыре особи данного вида, и с тех пор это животное не попадало в руки учёных. Известные экземпляры были найдены в Средней Азии «между Самаркандом и Памиром». Вполне возможно, что этот вид уже вымер из-за уничтожения среды обитания.